# 존 토랄
존 미켈 토랄 아르페 러스 (Jon Miquel Toral Harper, 1995년 2월 5일 ~ )는 스페인의 축구 선수로, 바르셀로나 유스에서 주축 멤버로 활약했지만 프로계약을 맺기 위해 아스날로 이적했다. 그러나 아스날에서 성장하지 못하고 밀려나 현재 뭄바이 시티 FC에서 공격형 미드필더로 뛰고 있다.